# Apple Valley (Californie)
Pour les articles homonymes, voir Apple Valley.
La ville d'Apple Valley est une municipalité située dans la vallée de Victor, dans le comté de San Bernardino, en Californie. La ville avait 54 239 habitants en 2000 et, selon les estimations du California Department of Finance, 69 135 habitants en 2010. La ville est à 16 km à l'est de Victorville, environ 60 km au sud de Barstow et à environ 74 km au nord de San Bernardino.
Apple Valley est dirigée par un conseil municipal dont le maire est élu chaque décembre par le vote des cinq conseillers. Le maire actuel est Mark Shoup.
Roy Rogers et Dale Evans résidaient à Apple Valley, où ils reposent désormais.

## Géographie
Apple Valley est située à 34°30'41" Nord, 117°12'43" Ouest; au coin sud du désert des Mojaves. Elle est bordée par Victorville à l'ouest et par Hesperia sur sa bordure sud. L'axe principal de la ville est la California State Route 18, qui est connue localement comme la Happy Trails Highway, d'après la chanson de Roy Rogers and Dale Evans.
Apple Valley possède un aéroport (Apple Valley Airport, code AITA : APV).
Selon le Bureau du recensement des États-Unis, la ville a une superficie totale de 190,42 km².

## Sources et liens externes
- (en) Site officiel
- Ressource relative à la géographie :   - Geographic Names Information System
- Ressource relative à la musique :   - MusicBrainz
- Notice dans un dictionnaire ou une encyclopédie généraliste :   - Gran Enciclopèdia Catalana
- Notices d'autorité :   - VIAF
  - LCCN
  - Israël
- California Department of Finance Demographic Research Unit: E-1 City/County Population Estimates, 2005
- Apple Valley Unified School District
- Roy Rogers and Dale Evans Museum (infos historiques)